# Elisabeth Irwin High School
Elisabeth Irwin High School é uma escola privada localizada na cidade de Nova Iorque.

## Histórico
Fundada em 1921 pela educadora Elisabeth Irwin, a Little Red School House, nome da instituição à época de sua fundação, foi a primeira escola nos Estados Unidos a adotar políticas progressistas em sua forma de ensino.
De início, a escola foi uma iniciativa público-privada, porém, em 1932, a escola se tornou totalmente privada. Em 1940, o nome da escola foi alterado a pedido de seus alunos, e assim a instituição passou a chamar-se The Little Red School House and Elisabeth Irwin High School
Diretores
- Elisabeth Irwin (1921 - 1942)
- Randolph B. Smith (1943 - 1968)
- Andrew McLaren (1988 - 2004)
- Phillip Kassen (2004 - Presente)

## Filosofia
A escola Elisabeth Irwin High School acredita no método de ensino progressivo, no qual o aprendizado dos alunos é feito mediante experimentos, projetos e excursões educativas.
Os alunos da escola de Elisabeth Irwin estudam arte todos os dias, com aulas de dança, drama, música, fotografia, cinema, entre outras tantas formas de expressão cênica. O colégio também primazia pela diversidade, quer seja uma questão de raça, orientação sexual, idade ou religião, tanto entre seus alunos, bem como em seu corpo docente.

## Alunos célebres
- Angela Davis: professora, filósofa e ativista política.
- Michael Meeropol: professor de economia; primogênito de Julius e Ethel Rosenberg.
- Peter Berg: ator, escritor e diretor de filmes, produtor.
- Robert DeNiro: ator.
- Robert Meeropol: filho mais novo de Julius e Ethel Rosenberg.
- Victor Navasky: professor de jornalismo; editor emérito da revista The Nation.
- Zac Posen: estilista de moda.